# Mandronarivo
Mandronarivo est une commune urbaine malgache située dans la partie extrême nord-est de la région d'Atsimo-Andrefana.